# Prangos macedonica
Prangos macedonica är en flockblommig växtart som först beskrevs av Joseph Friedrich Nicolaus Bornmüller, och fick sitt nu gällande namn av Minosuke Hiroe. Prangos macedonica ingår i släktet Prangos och familjen flockblommiga växter. Inga underarter finns listade i Catalogue of Life.